# Datong (instrument à cordes)
 (février 2015).
Si vous disposez d'ouvrages ou d'articles de référence ou si vous connaissez des sites web de qualité traitant du thème abordé ici, merci de compléter l'article en donnant les références utiles à sa vérifiabilité et en les liant à la section « Notes et références ».
Pour les articles homonymes, voir Datong (homonymie).
Le datong (chinois simplifié : 大筒 ; pinyin : dàtǒng ; litt. « grand tuyau ») est un instrument à cordes frottées chinois de la famille des huqin.
Le datong est habituellement constitué d'une caisse de résonance en bambou recouvert d'une peau de serpent, le manche est en bois dur et les cordes étaient autrefois en soie, aujourd'hui, plus souvent en acier. Il est posé sur le genou et l'archet, coincé entre les 2 cordes, est utilisé pour frotter celles-ci et produire le son.
Il est notamment utilisé dans le huaguxi (花鼓戏), style d'opéra folklorique des provinces de Hubei, Hunan, Anhui et Guangdong.
Il ne faut pas le confondre avec le datongxian (大筒弦), également nommé guangxian (广弦) et daguanxian (大管弦).